# NCSM Fort William (J311)
Pour les autres navires du même nom, voir NCSM Fort William.
Le NCSM Fort William (pennant number J311) (ou en anglais HMCS Fort William) est un dragueur de mines de la Classe Bangor lancé pour la Royal Canadian Navy (RCN) et qui a servi pendant la Seconde Guerre mondiale.

## Conception
Le Fort William est commandé dans le cadre du programme de la classe Bangor de 1940-41 pour le chantier naval de Port Arthur Shipbuilding Company de Port Arthur en Ontario au Canada. La pose de la quille est effectuée le 18 août 1941, le Fort William est lancé le 30 décembre 1941 et mis en service le 25 août 1942.
La classe Bangor doit initialement être un modèle réduit de dragueur de mines de la classe Halcyon au service de la Royal Navy,. La propulsion de ces navires est assurée par 3 types de motorisation: moteur diesel, moteur à vapeur à pistons et turbine à vapeur. Cependant, en raison de la difficulté à se procurer des moteurs diesel, la version diesel a été réalisée en petit nombre.
Les dragueurs de mines de classe Bangor version canadienne déplacent 683 tonnes en charge normale. Afin de pouvoir loger les chaufferies, ce navire possède des dimensions plus grandes que les premières versions à moteur diesel avec une longueur totale de 54,9 mètres, une largeur de 8,7 mètres et un tirant d'eau de 2,51 mètres. Ce navire est propulsé par 2 moteurs alternatifs verticaux à triple détente alimentés par 2 chaudières à tubes d'eau à 3 tambours Admiralty et entraînant deux arbres d'hélices. Le moteur développe une puissance de 2 400 chevaux-vapeur (1 790 kW) et atteint une vitesse maximale de 16 nœuds (30 km/h).
Leur manque de taille donne aux navires de cette classe de faibles capacités de manœuvre en mer, qui seraient même pires que celles des corvettes de la classe Flower. Les versions à moteur diesel sont considérées comme ayant de moins bonnes caractéristiques de maniabilité que les variantes à moteur alternatif à faible vitesse. Leur faible tirant d'eau les rend instables et leurs coques courtes ont tendance à enfourner la proue lorsqu'ils sont utilisés en mer de face.
Les navires de la classe Bangor sont également considérés comme exiguës pour les membres d'équipage, entassant 6 officiers et 77 matelots dans un navire initialement prévu pour un total de 40.

## Histoire

### Seconde Guerre mondiale
Le Fort William est mis en service le 25 août 1942 à Port Arthur et arrivé à Halifax, en Nouvelle-Écosse, le 24 septembre 1942. Il subit d'autres travaux au chantier naval après qu'un certain nombre de défauts ont été découverts dans la construction du Fort William. Les réparations durent jusqu'en octobre, date à laquelle le dragueur de mines commenee ses opérations de dragage. En novembre, le Fort William est affecté à laHalifax Force (Force d'Halifax) en tant qu'escorte de convoi local et de patrouilleur. Le 11 janvier 1943, le dragueur de mines entre en collision avec le navire Lisgar dans le port d'Halifax, subissant des dommages importants, les réparations à Halifax durant un mois.
En juin 1943, le Fort William est transféré à la Newfoundland Force (Force de Terre-Neuve), l'unité locale d'escorte et de patrouille basée à Saint-Jean de Terre-Neuve. Le Fort William reste avec ce groupe jusqu'en février 1944, date à laquelle le dragueur de mines revient à Halifax pour y subir un carénage. Une fois le carénage terminé, le navire se rend ensuite en Europe dans le cadre de la contribution du Canada au débarquement de Normandie.
À son arrivée en mars, le Fort William est affecté à la 31e flottille de dragage de mines. Pendant le débarquement, le Fort William et ses compagnons dragueurs de mines nettoient et marquent des chenaux à travers les champs de mines allemands menant aux plages d'invasion du secteur américain. La 31e flottille de dragage de mines a contrôlé le chenal 3 le 6 juin. Alors qu'ils opèrent au large de Port-en-Bessin, le Fort William et son navire-jumeau (sister ship) Caraquet se heurtent à une épave. Alors qu'ils poursuivent leur dragage, ils sont pris sous le feu d'une batterie côtière près de Saint-Laurent-sur-Mer. La batterie côtière est réduite au silence par les tirs du cuirassé USS Arkansas. Les "Bangors" canadiens passent la plus grande partie du mois de juin à inspecter et nettoyer la chenal 14, la zone élargie qui combinent les voies d'assaut 1 à 4.
Les dragueurs de mines passent les mois suivants à nettoyer les voies de navigation entre le Royaume-Uni et l'Europe continentale. Vers la fin de 1944, les dragueurs de mines sont également utilisés pour escorter les convois de la Manche. En mars 1945, le Fort William revient au Canada pour subir un nouveau carénage. Le navire rejoint la 31e flottille de dragage de mines et reste dans les eaux européennes jusqu'au 21 septembre 1945.

### Après-guerre
Après son retour au Canada, le Fort William est désarmé à Sydney (Nouvelle-Écosse), le 23 octobre 1945. Le Fort William est placé en réserve stratégique à Sorel, au Québec, en 1946. En juin 1951, le dragueur de mines est repris par la Marine royale du Canada pendant la guerre de Corée et modernisé. Le navire est amené à Sydney, en Nouvelle-Écosse, et reçoit le nouveau numéro de coque FSE 195 et réaffecté à des tâches d'escorte côtière. Cependant, le navire n'est jamais remis en service et reste en réserve à Sydney jusqu'au 29 novembre 1957, date à laquelle le Fort William est officiellement transféré à la marine turque,. Renommé TCG Bodrum par la marine turque, le navire reste en service jusqu'en 1971, date à laquelle il est mis au rebut. Le navire est démantelé en Turquie en 1971.

### Honneurs de bataille
- Atlantic 1942-45
- Gulf of St. Lawrence  1942

### Participation auxconvois
Le Fort William a navigué avec les convois suivants au cours de sa carrière:
1. Convoi ON 169

### Commandement
- T/Lieutenant (T/Lt.) Hugh Campbell (RCNR) du 25 avril 1942 au 29 juin 1943
- Lieutenant (Lt.) Stephen Dalrymple Taylor (RCNR) du 30 juin 1943 au 4 octobre 1943
- Lieutenant Commander (Lt.Cdr.) Walter Redford (RCNR) du 5 octobre 1943 à 18 mai 1945
- Lieutenant (T/Lt.) George E. Kelly (RCNR) du 19 mai 1945 AU 23 octobre 1945

Notes:
RCNR: Royal Canadian Naval Reserve
RCNVR: Royal Canadian Naval Volunteer Reserve 